# Koňákov (Polsko)
Koňákov (polsky Koniaków, nářečně Kónioków) je vesnice v jižním Polsku ve Slezském vojvodství v okrese Těšín na česko-polsko-slovenském pomezí. Ves ve Slezských Beskydech a spolu s Jistebnou a Javořinkou tvoří tzv. Beskydskou trojves (totožnou s gminou Jistebná). Většina vsi patří k Těšínsku, menší část na jihovýchodě však leží na území historického Osvětimska. K prosinci 2012 zde žilo 3 643 obyvatel.
Koňákov patří k nejpozději založeným vesnicím na Těšínsku. Šest prvních pasteveckých chalup bylo postaveno v roce 1712, dalších devět pak do roku 1719. Dřívější pokusy obyvatel Jistebné o rozšíření svého osídlení do této oblasti byly zmařeny těšínskou vrchností, zdejší lesy totiž tvořily přirozenou hranici s Uhrami na jihu (dnešní Slovensko) a polsko-litevskou říší na západě (dnešní okres Żywiec).
Samostatná obec Koňákov vznikla v roce 1816, název jí prý dali osadníci z Koňákova – dnešní městské části Českého Těšína. V roce 1920 byla připojena k Polsku rozhodnutím Konference velvyslanců. Roku 1954 bylo ke Koňákovu připojeno několik osad patřících původně k sousední vsi Kamesznica, jež leží na historickém území Osvětimska.
Jedná se o nejvýše položenou vesnici ve Slezských Beskydech. Rozkládá se ve výšce 760 m nad mořem na svazích kupolovitého bezlesého vrchu Ochodzitá (895 m), který je populární vyhlídkou do Slezských, Oravských, Kysuckých a Moravskoslezských Beskyd. Na Ochodzité se nachází rozhlasový a televizní vysílač, a také lyžařský vlek.
Obcí probíhá jedno z hlavních evropských rozvodí: severovýchodní část vsi patří k úmoří Baltu (potok Raztoka je přítokem Olše, ta pak Odry; Hluboký potok je přítokem Soły, která se vlévá do Visly), zatímco jihozápadní k úmoří Černého moře (zde pramenící řeka Čadečka patří k povodí Váhu).
Koňákov je proslulý krajkářskou tradicí. Koňákovskou krajku zpopularizovala činnost Marie Gwarkové (1896–1962), zakladatelky Folklorního souboru „Koniaków“ (1932) a Krajkářského družstva (1947), jejíž výrobky se dostávaly do rukou mj. čelných polských straníků, papeže Jana XXIII. nebo belgické královny Alžběty. V osadě Šance se nachází Muzeum koňákovské krajky.
Z Koňákova pochází Krystian Legierski (* 1978) – polský aktivista za práva osob LGBT.